# Heptoxyde de dimanganèse
Pour les articles homonymes, voir Oxyde de manganèse.
L'heptoxyde de dimanganèse est un oxydant très puissant de formule Mn2O7. C'est un liquide vert huileux, visqueux en milieu acide, rouge violacé en milieu basique.

## Propriétés
C'est un oxydant très puissant, aux réactions spectaculaires ; il réagit en effet violemment avec les composés organiques (flammes, explosions).
C'est un composé instable, qui se décompose lentement pour une température supérieure à −10 °C. Il se décompose de façon explosive aux alentours de 95 °C. Entre 40 et 70 °C, il peut détoner en cas de choc ou de friction.
Sa sensibilité aux chocs est comparable à celle du fulminate de mercure.

## Synthèse
Il peut être synthétisé par l'action d'un acide fort non oxydable concentré (acide sulfurique par exemple) sur le permanganate de potassium. Les acides oxydables, par exemple l'acide iodhydrique, l'acide bromhydrique, l'acide chlorhydrique et l'acide picrique seront oxydés dangereusement vite par l'heptoxyde de dimanganèse, avec production de chaleur et de vapeur d'halogène ou oxydes d'azote selon le cas.